# 呕吐恐惧症
呕吐恐惧症（英語：Emetophobia）是一种与呕吐有关的恐惧症，它可以导致压倒一切的、强烈的焦虑。 呕吐恐惧症者感到焦虑的原因有很多，包括惧怕自身在公共场合呕吐，惧怕看到呕吐物、呕吐动作、呕吐的景象，惧怕听到呕吐的声音，惧怕感到恶心反胃和惧怕被恶心等等。 由于严格的节食和自我约束，呕吐恐惧症者常常体重过轻，甚至一部分人患有厌食症。 当觉察到自己或周遭的人有反胃、呕吐的可能性，呕吐恐惧症者可能会出现反常甚至极端的行为，比如难以抑制的尖叫、哭泣、逃跑，严重时甚至会昏倒，以逃避他们感知到的呕吐威胁，甚至只是潜在的威胁。
在临床上与呕吐恐惧症有关的研究非常的有限，因此被认为是一个「难以捉摸的困境」。与其他非理性的恐惧相比，人们对呕吐的恐惧受到的关注通常很低。普通人普遍难以理解呕吐恐惧症者的心理状态，而且通常会把呕吐恐惧症者的恐惧的表现认为是反应过激，毕竟“讨厌恶心和呕吐是人之常情”。

## 对生活的影响
呕吐恐惧症患者可能会担心自己或其他乘客晕车、晕船、晕机，因而对乘车、乘船和搭乘飞机产生恐惧；由于担心吃到不洁的食物产生对外出用餐的恐惧；由于担心有人会呕吐所以害怕和朋友聚餐、参加婚宴、去酒吧等等，也害怕到游乐园的过山车、海盗船等刺激的项目附近。总之，他们会抵触出行和旅行，抵触到公共场所，而且随之可能产生旷野恐惧症和社交恐惧症，还可能产生一些强迫性的行为范式和洁癖行为，比如反复洗手、洗涤果蔬和反复检查食物的新鲜程度。当他们看到电视节目里出现呕吐情节时，也会感到强烈的不适。还有人指出，真人秀节目中的真实的呕吐比电视剧和电影里面表演性的假的呕吐更加令人恐惧和不适。
还有一部分人由于担心睡梦中会呕吐而过于焦虑，害怕入睡，导致失眠。有人报告称，童年时期由于难以把握饥饱，可能会吃得过饱而不自知，导致睡梦中突然惊醒并反胃呕吐，甚至会自此对当晚吃过的某种食物产生厌恶和抵触心理。呕吐恐惧症的女性还会害怕怀孕会导致的孕吐、害怕婴幼儿由于肠胃功能较弱导致的频繁呕吐，因此推迟或者避免怀孕。
这些行为和心理状态在没有呕吐恐惧症的人看来是难以理解、非常滑稽的，因此人们通常会把呕吐恐惧症者的恐惧的表现认为是反应过激，甚至嘲笑呕吐恐惧症者。这也是许多呕吐恐惧症者不愿意把自己的恐惧告诉他人的原因。因此，许多呕吐恐惧症者一直以为自己是不被理解的、孤独的，甚至心理不正常的、不合群的，有些人直到三四十岁才知道世界上还有其他人具有这样的恐惧。好在随着互联网的发展，现在越来越多的人可以更快地了解自己的呕吐恐惧和正视自己。

## 形成原因
科学界一致同意呕吐恐惧症的形成没有具体的原因。具有呕吐恐惧症的人经常报告经历过与呕吐相关的创伤性事件，特别是在童年时期，例如长时间的 肠胃感冒，意外地在公共场合呕吐，或不得不目睹别人呕吐，这些创伤性事件通常是他们开始对呕吐产生恐惧的起点。一些人认为，呕吐恐惧者是童年遭受过性方面或生理方面虐待的受害者。虽然在少数情况下属实，但是这种情况并不普遍(Christie，2004)。 
许多人试图以一切可能的方式控制他们自己和周遭的环境，但是呕吐是难以控制或是不能控制的。因此，一些专家认为呕吐恐惧症与对缺乏控制的担心有关。Angela 博士等人的调查实验表明，呕吐恐惧症者的人更倾向于有一个与日常生活以及健康相关事项有关的内部的控制点。一个控制点是一个人对于控制的来源的生理感知。具有内部的控制点意味着个体感知到他掌握有对当前情况下的控制权，而外部的控制点意味着个体感知到有些事物脱离了他的掌控。Angela 博士解释了如何这种恐惧症是如何与控制点的变化建立联系的："我们似乎可以合理地认为，具有呕吐恐惧症的个体习惯于事件在他们的控制之内，而在呕吐行为发生时，他们难以放弃和让渡这种控制，因此诱发了恐惧症的产生"。

## 治疗方法

### 评估
用于诊断呕吐恐惧症的有两种评估量表：呕吐恐惧症清单 和呕吐恐惧症调查问卷。两种评估量表都是自我报告调查表，区别在于关注的症状的范围不同。

### 药物治疗
一些抗焦虑药物和精神药物（例如苯并二氮杂卓以及抗抑郁药）可以缓解恐惧情绪。还有一些患者称服用肠胃药也有益于缓解呕吐恐惧。

### 曝光疗法
曝光疗法利用视频录像向恐惧症患者曝光其他人的呕吐，曝光恶心和呕吐的线索（呕吐物、呕吐相关的符号等，然而在某些情况下可能造成二次创伤和更强的恐惧。系统性行为治疗，心理动力学和心理治疗也显示出积极的治疗效果。

## 具有呕吐恐惧症的名人
- 查理·布魯克
- 丹妮絲·理查茲
- Ashley Benson
- Christina Pazsitzky
- 貝拉·拉姆齊